# Everybody Dance Now
Everybody Dance Now is een talentenjacht die in Nederland sinds 2013 wordt uitgezonden op vrijdagavond bij RTL 4. Het programma is een idee en productie van Blue Circle. De presentatie ligt in handen van Chantal Janzen. De jury wordt bekleed door Jan Kooijman, Dan Karaty en Lieke van Lexmond. Het programma wordt opgenomen en uitgezonden vanuit studio 1 in Aalsmeer. De winnaar van Everybody Dance Now wint een prijs van 25.000 euro.

## Format
De basis van Everybody Dance Now is de vloer; een groene vloer betekent dat een kandidaat doorgaat, een rode vloer betekent dat de kandidaat niet door gaat. De kleur van de vloer wordt hierbij bepaald door de jury. Alleen als alle drie de juryleden "Ja" zeggen(3x groen), kleurt de vloer groen. Bij één of meer Nee-stemmen kleurt deze rood. Hierbij wordt tevens getoond welke juryleden "Nee" hebben gezegd(de desks van juryleden die "Nee" zeggen kleuren rood).  
Er zijn 3 rondes:
- Audities (3)
- 'The Ranking' (1)
- Liveshows (4)

## Seizoenen
| Seizoen | Start            | Finale           | Winnaar        | Presentatie    | Backstage/Online Presentatie | Jury                                      | Kijkcijfers Finale |
| ------- | ---------------- | ---------------- | -------------- | -------------- | ---------------------------- | ----------------------------------------- | ------------------ |
| 1       | 22 februari 2013 | 12 april 2013    | Justen Beer    | Chantal Janzen | -                            | Lieke van Lexmond Jan Kooijman Dan Karaty | 1.909.000          |
| 2       | 28 februari 2014 | 18 april 2014    | The Daddies    | Chantal Janzen | -                            | Lieke van Lexmond Jan Kooijman Dan Karaty | 1.519.000          |
| 3       | 2 januari 2015   | 20 februari 2015 | Afrovibes crew | Chantal Janzen | Robin Martens                | Lieke van Lexmond Jan Kooijman Dan Karaty | 1.355.000          |

## Prijzen
- Op 2 maart 2015 won Everybody Dance Now een van De TV-Beelden, de televisievakprijs, in de categorie 'beste grote showprogramma'.